# Stazione di Narni-Amelia
La stazione di Narni-Amelia è una fermata ferroviaria a servizio dei comuni di Narni e di Amelia sulla linea Roma-Ancona.
La gestione degli impianti è affidata a Rete Ferroviaria Italiana (RFI).

## Strutture e impianti
Il fabbricato viaggiatori si sviluppa su due livelli di cui solo il piano terra è fruibile dai viaggiatori dove trovano posto la biglietteria self-service e la sala d'attesa. Dal fabbricato principale si diramano poi due corpi di minori dimensioni ad un solo piano che ospitano una agenzia immobiliare e l'edicola.
Gli altri fabbricati presenti in stazione sono gli ex uffici Petrini, un magazzino RFI, la cabina elettrica della stazione e i servizi igienici.

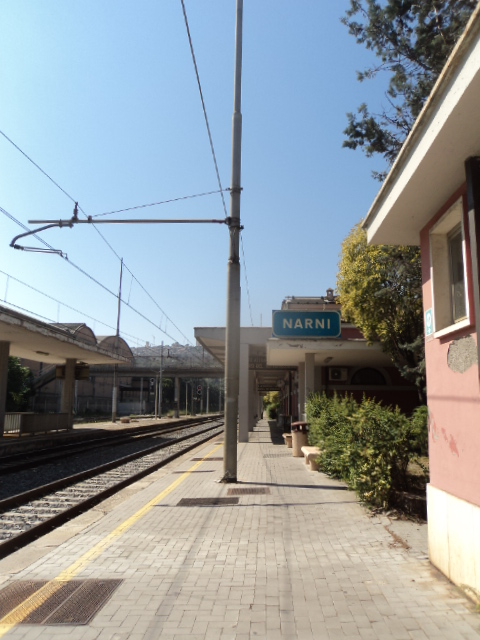
Prospettiva della banchina

Il piazzale si compone solamente dei due binari di corsa: al primo binario fermano i treni in direzione Falconara al secondo i treni in direzione Roma; 
I binari sono serviti da banchina, collegati fra loro da un sottopassaggio e protetti da una pensilina in cemento. In passato la stazione era dotata di ulteriori binari adibiti al transito e allo stazionamento dei treni che nella primavera del 2012, con l'avvio di un progetto di rimodulazione delle stazioni minori, sono stati smantellati per semplificare la struttura della stazione.

## Servizi
In stazione sono disponibili i seguenti servizi:
- Sala di attesa
- Servizi igienici
- Biglietteria automatica

## Movimento
Il servizio viaggiatori è espletato da Trenitalia e da Busitalia.